# Offshore-HGÜ-Systeme
Offshore-HGÜ-Systeme sind Systeme zur Hochspannungs-Gleichstrom-Übertragung des gewonnenen Stroms von Offshore-Windparks zum Land. Sie dienen der verlustarmen elektrischen Energieübertragung und werden zu diesem Zweck bisher nur in Deutschland (Nordsee) eingesetzt, da hier Offshore-Windparks im Gegensatz zu Großbritannien und Dänemark meist außerhalb des Sichtbereichs von der Küste errichtet werden, und daher größere Distanzen zu überwinden sind. Es ist zu erwarten, dass diese Technologie auch in anderen Ländern eingesetzt wird, wenn hier die küstennahen Standorte besetzt sind. Außerhalb Deutschlands sind Offshore-HGÜ-Systeme auch zur Versorgung von Öl- und Gas-Plattformen im Einsatz, zum Beispiel Troll A.

## Aufbau und Funktionsweise
Da die Entfernungen über die der erzeugte Strom bis zum Netzanschluss transportiert werden muss je nach Lage des Windparks bis zur Küste 30 bis 120 km betragen können, entstehen bei der Drehstromübertragung in den Seekabeln durch den Kapazitätsbelag große Verluste. Daher werden – üblicherweise vom zuständigen Übertragungsnetzbetreiber – in der Nähe der Offshore-Windparks sogenannte Konverterplattformen errichtet, auf denen der Dreiphasenwechselstrom für den Transport in Gleichstrom gewandelt wird. Diese Offshore-HGÜ-Systeme sind im Aufbau aufwändig, verringern jedoch die Übertragungsverluste der Kabel über die große Entfernung erheblich, da bei Gleichstrom der Kapazitätsbelag des Seekabels keine Rolle spielt.

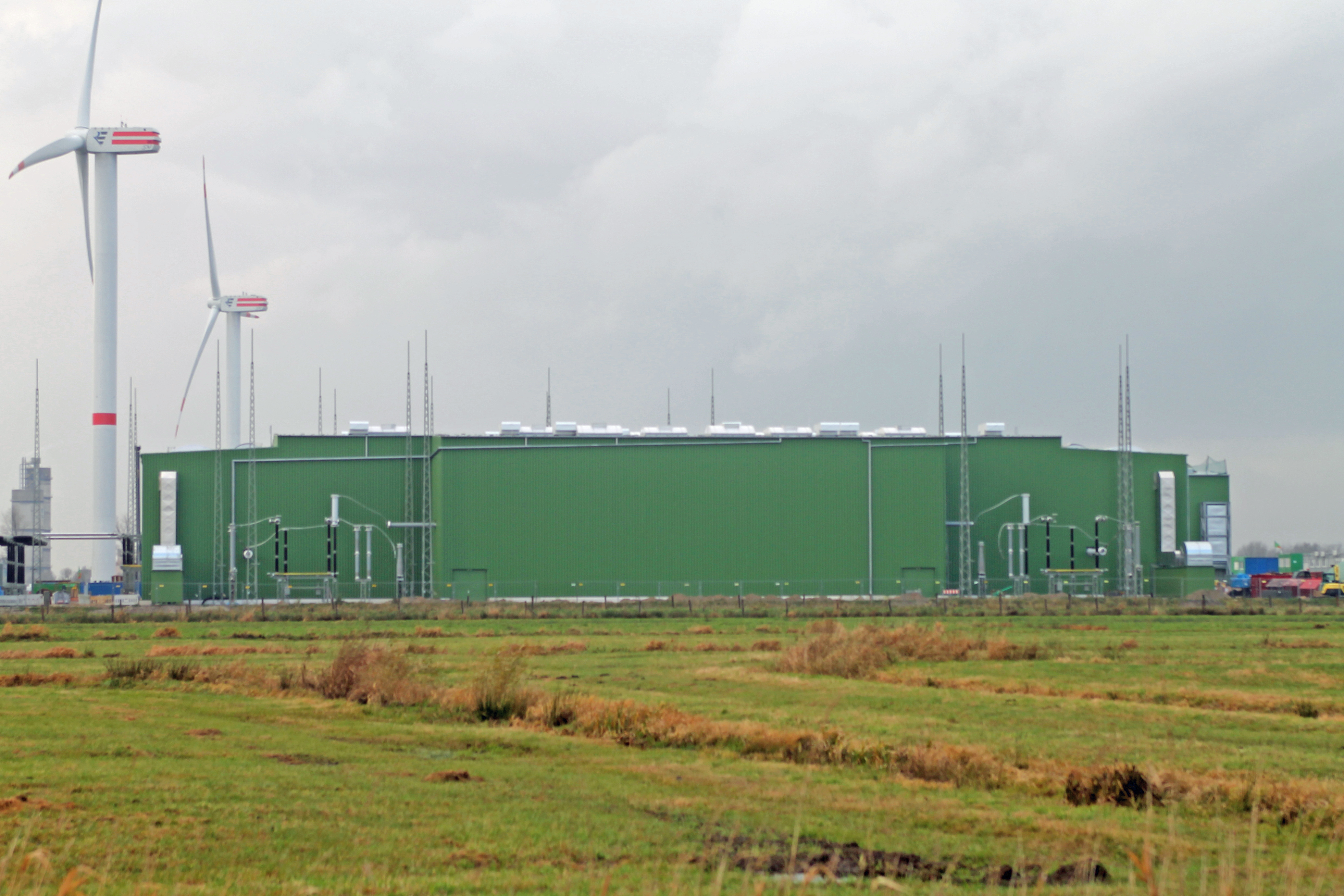
HGÜ-Landstation Büttel, Blick auf die Stromrichterstation

Offshore-HGÜ-Systeme bestehen aus einer auf der Plattform aufgebauten Stromrichterstation zur Wandlung des Drehstromes in Gleichstrom, dem HGÜ-Seekabel und einer Stromrichterstation an Land. Letztere wandelt den Strom in Drehstrom zurück und ermöglicht die Einspeisung in das Verbundnetz. Im Offshore-Bereich war diese HGÜ-Technologie Neuland, nur wenige Unternehmen (Siemens Energy, Hitachi Energy (vormals ABB), General Electric (vormals Alstom)) verfügen bisher über Erfahrungen in dieser Technologie.
Die Werften von Nordic Yards in Mecklenburg-Vorpommern bauten mehrere Konverterplattformen, die von Siemens ausgerüstet wurden. Je nach Leistung wiegen die fertig ausgerüsteten HGÜ-Plattformen 2.500 bis 10.000 Tonnen. Größere Konverterplattformen werden in ausländischen Werften gebaut, da in Deutschland die Kapazitäten fehlen.
Der Aufwand zur Planung und zum Aufbau der Offshore-Windenergie als Gesamtsystem ist komplexer und aufwändiger als die bisherigen HGÜ-Anlagen an Land. Dieser Aspekt wurde von allen Beteiligten, auch von den Energieversorgungsunternehmen und den Politikern der Länder und des Bundes, unterschätzt. Daher befand sich die Infrastruktur zur Stromübertragung an Land zu Beginn des Offshore-Ausbaus nicht im Zeitplan und der Ausbau der Offshore-Windparks geriet aufgrund verspäteter Anschlusstermine und Offshore-HGÜ-Systeme ins Stocken.
Bis 2028 ist geplant, dass Tennet der einzige Übertragungsnetzbetreiber mit Offshore-HGÜ-Systemen in Deutschland ist. Ab 2028 ist geplant, dass auch Amprion Offshore-Windparks in der Nordsee an das Übertragungsnetz anschließen darf. Im Rahmen des Netzentwicklungsplans Strom haben sich dafür die Übertragungsnetzbetreiber mit der Bundesnetzagentur auf technische Standards geeinigt. Das betrifft zum Beispiel die Übertragungsspannung von 320 kV und die Übertragungsleistung von 900 MW. Ab 2029 ist geplant, dass das Spannungs- und Leistungsniveau auf 525 kV und 2 GW angehoben wird. Der Flächenentwicklungsplan 2023 legt diese und weitere standardisierte Technikgrundsätze fest, damit die Offshore-Anbindungsleitungen rechtzeitig zur Inbetriebnahme der Offshore-Windparks zur Verfügung stehen. Weiters ist geplant, dass ab 2030 auch 50Hertz Offshore-HGÜ-Systeme realisieren wird.

## Länderübergreifende Offshore-HGÜ-Systeme
Die ersten länderübergreifenden Offshore-HGÜ-Systeme gibt es bereits, z. B. zwischen Dänemark und Deutschland (Kontek oder Combined Grid Solution). Ein breiter Ausbau dieser Technologie wird zu einem festen Bestandteil der Ausbaupläne hinsichtlich der Offshorewindkraft in Europa. Solche Interkonnektoren sollen Effizienz und Versorgungssicherheit erhöhen, insbesondere wenn solche Verbindungen Länder mit einer starken Wasserkraft integriert.

## Offshore-HGÜ-Anlagen in der Deutschen Bucht der Nordsee

HGÜ-Anlagen in der Deutschen Bucht

Die meisten deutschen Offshore-Windparks in der Nordsee befinden sich in der deutschen Ausschließlichen Wirtschaftszone (AWZ), die eine Entfernung von mindestens zwölf Seemeilen von der Küste aus hat. Die Windparks bestehen aus 40 bis 120 Windenergieanlagen, bei älteren Windparks einem internen Kabelnetz im Windpark (33 kV) und einer Umspannplattform zur Spannungserhöhung auf 155 oder 220 kV. Ab 2024 werden neue Windparks direkt mit der Konverterplattform angebunden (DolWin5 ist das erste Projekt). Durch das Direktanbindungskonzept entfallen die Umspannplattform sowie die 155 kV- oder 220 kV-Zwischenspannungsebene zwischen Umspann- und Konverterplattform. Eine Anhebung der Spannungsebene beim Direktanbindungskonzept auf 132 kV soll für Anbindungssysteme mit Inbetriebnahme ab 2032 umgesetzt werden.
Aufgrund der großen Entfernungen zwischen den Windparks und dem Netzverknüpfungspunkt an Land werden zur verlustarmen Energieübertragung HGÜ-Anlagen (Offshore-Hochspannungs-Gleichstrom-Übertragung) verwendet.
Die HGÜ BorWin 1 war weltweit die erste Hochspannungs-Gleichstrom-Übertragungs-Verbindung zur Anbindung von Offshore-Bauwerken. Sie dient der Anbindung des ersten kommerziellen deutschen Offshore-Windparks „BARD Offshore 1“ an das deutsche Hochspannungsnetz und damit auch an das europäische Verbundnetz.
Die Offshore-HGÜ-Anlagen in der Deutschen Bucht der Nordsee sind in Zonen und Gebiete zusammengefasst.
| Zone | System           | ÜNB     | Offshore- plattform | Konverter an Land                   | Windparks                                                                                         | Länge Seekabel | Länge Erdkabel | Spannung | Übertragungs- kapazität | Status     | IBN Jahr | Hersteller                     | Bemerkungen                                               |
| ---- | ---------------- | ------- | ------------------- | ----------------------------------- | ------------------------------------------------------------------------------------------------- | -------------- | -------------- | -------- | ----------------------- | ---------- | -------- | ------------------------------ | --------------------------------------------------------- |
| 1    | NOR-1-1 DolWin5  | Tennet  | DolWin epsilon      | Emden/Ost (bei Borssum)             | Borkum Riffgrund 3 (900 MW)                                                                       | 100 km         | 30 km          | 320 kV   | 900 MW                  | in Bau     | (2025)   | Aibel, Hitachi, Keppel FELS    | 7. Mai 2019: Bauauftrag erteilt                           |
| 1    | NOR-2-2 DolWin1  | TenneT  | DolWin alpha        | Dörpen/West (bei Heede)             | Trianel Windpark Borkum 1 (200 MW) Trianel Windpark Borkum 2 (203 MW) Borkum Riffgrund 1 (314 MW) | 75 km          | 90 km          | 320 kV   | 800 MW                  | in Betrieb | 2015     | ABB                            |                                                           |
| 1    | NOR-2-3 DolWin3  | TenneT  | DolWin gamma        | Dörpen/West (bei Heede)             | Borkum Riffgrund 2 (448 MW) Merkur (396 MW)                                                       | 83 km          | 79 km          | 320 kV   | 900 MW                  | in Betrieb | 2019     | General Electric               |                                                           |
| 1    | NOR-3-1 DolWin2  | TenneT  | DolWin beta         | Dörpen/West (bei Heede)             | Gode Wind 1 (330 MW) Gode Wind 2 (252 MW) Nordsee One (332 MW)                                    | 45 km          | 90 km          | 320 kV   | 916 MW                  | in Betrieb | 2017     | Aibel, ABB                     |                                                           |
| 1    | NOR-3-2 DolWin4  | Amprion | DolWin delta        | Hanekenfähr (bei KKW Emsland)       | Nordseecluster B (900 MW)                                                                         | 60 km          | 130 km         | 320 kV   | 900 MW                  | in Bau     | (2028)   | Siemens, Dragados, Meyer Werft | 21. Juli 2022: Bauauftrag erteilt; Baubeginn im Juli 2024 |
| 1    | NOR-3-3 DolWin6  | TenneT  | DolWin kappa        | Emden/Ost (bei Borssum)             | Gode Wind 3 (242 MW) Nordseecluster A (658 MW)                                                    | 45 km          | 45 km          | 320 kV   | 900 MW                  | in Betrieb | 2023     | Siemens, Dragados              |                                                           |
| 1    | NOR-4-1 HelWin1  | TenneT  | HelWin alpha        | Büttel (bei Büttel)                 | Meerwind (288 MW) Nordsee Ost (295 MW)                                                            | 85 km          | 45 km          | 250 kV   | 576 MW                  | in Betrieb | 2015     | Siemens                        |                                                           |
| 1    | NOR-4-2 HelWin2  | TenneT  | HelWin beta         | Büttel (bei Büttel)                 | Amrumbank West (302 MW) Kaskasi (342 MW)                                                          | 85 km          | 45 km          | 320 kV   | 690 MW                  | in Betrieb | 2015     | Siemens                        |                                                           |
| 2    | NOR-5-1 SylWin1  | TenneT  | SylWin alpha        | Büttel (bei Büttel)                 | Butendiek (288 MW) DanTysk (288 MW) Sandbank 1 (288 MW)                                           | 160 km         | 45 km          | 320 kV   | 864 MW                  | in Betrieb | 2015     | Siemens                        |                                                           |
| 2    | NOR-6-1 BorWin1  | TenneT  | BorWin alpha        | Diele (bei Diele)                   | BARD Offshore 1 (400 MW)                                                                          | 125 km         | 75 km          | 150 kV   | 400 MW                  | in Betrieb | 2013     | ABB                            |                                                           |
| 2    | NOR-6-2 BorWin2  | TenneT  | BorWin beta         | Diele (bei Diele)                   | Veja Mate (400 MW) Albatros (116,8 MW) Deutsche Bucht (269 MW)                                    | 125 km         | 75 km          | 300 kV   | 800 MW                  | in Betrieb | 2015     | Siemens                        |                                                           |
| 2    | NOR-6-3 BorWin4  | Amprion | BorWin delta        | Hanekenfähr (bei KKW Emsland)       | Nordlicht II (630 MW) Waterkant (270 MW)                                                          | 130 km         | 130 km         | 320 kV   | 900 MW                  | in Bau     | (2028)   | Siemens, Dragados, Meyer Werft | 21. Juli 2022: Bauauftrag erteilt                         |
| 2    | NOR-6-4 BorWin7  | Amprion |                     | Kusenhorst (bei Marl)               | Fläche N-6.8 (2000 MW) Ausschreibung 2027                                                         |                |                | 525 kV   | 2000 MW                 | in Planung | (2032)   |                                |                                                           |
| 2    | NOR-7-1 BorWin5  | TenneT  | BorWin epsilon      | Garrel/Ost (bei Cloppenburg)        | He Dreiht (900 MW)                                                                                | 120 km         | 110 km         | 320 kV   | 900 MW                  | in Bau     | (2025)   | Siemens, Dragados              | 11. August 2020: Bauauftrag erteilt                       |
| 2    | NOR-7-2 BorWin6  | TenneT  | BorWin kappa        | Büttel (bei Büttel)                 | Nordlicht I (980 MW)                                                                              | 190 km         | 45 km          | 320 kV   | 980 MW                  | in Bau     | (2027)   | McDermott, GEIRI / C-EPRI      | 15. Februar 2022: Bauauftrag erteilt                      |
| 2    | NOR-8-1 BorWin3  | TenneT  | BorWin gamma        | Emden/Ost (bei Borssum)             | Global Tech I (400 MW) Hohe See (500 MW)                                                          | 132 km         | 28 km          | 320 kV   | 900 MW                  | in Betrieb | 2019     | Siemens, Petrofac              |                                                           |
| 3    | NOR-9-1 BalWin1  | Amprion | BalWin alpha        | Wehrendorf (bei Wehrendorf)         | Windbostel Ost (2000 MW)                                                                          | 155 km         | 205 km         | 525 kV   | 2000 MW                 | geplant    | (2029)   | Siemens, Dragados, Meyer Werft | 10. Januar 2023: Bauauftrag erteilt                       |
| 3    | NOR-9-2 BalWin3  | TenneT  |                     | Wilhelmshaven 2 (bei Wilhelmshaven) | Windbostel West (2000 MW)                                                                         | 180 km         | 70 km          | 525 kV   | 2000 MW                 | geplant    | (2031)   | Siemens, Dragados              | 20. April 2023: Bauauftrag erteilt                        |
| 3    | NOR-9-3 BalWin4  | TenneT  |                     | Unterweser (bei KKW Unterweser)     | Waterekke (1500 MW) Fläche N-10.2 (500 MW) Ausschreibung 2026                                     | 190 km         | 100 km         | 525 kV   | 2000 MW                 | geplant    | (2029)   | General Electrics, McDermott   | 30. März 2023: Bauauftrag erteilt                         |
| 3    | NOR-9-4          | TenneT  |                     | Blockland (bei Bremen-Blockland)    | Fläche N-9.4 (1000 MW) Fläche N-9.5 (1000 MW) Ausschreibung 2028                                  |                |                | 525 kV   | 2000 MW                 | in Planung | (2032)   |                                |                                                           |
| 3    | NOR-10-1 BalWin2 | Amprion | BalWin beta         | Westerkappeln (bei Westerkappeln)   | Fläche N-10.1 (2000 MW) Ausschreibung 2026                                                        | 165 km         | 215 km         | 525 kV   | 2000 MW                 | geplant    | (2031)   | Siemens, Dragados, Meyer Werft | 10. Januar 2023: Bauauftrag erteilt                       |
| 3    | NOR-11-1 LanWin3 | 50Hertz |                     | Heide/West (bei Heide)              | Fläche N-11.1 (2000 MW)                                                                           |                |                | 525 kV   | 2000 MW                 | geplant    | (2030)   | Siemens, Dragados              | 19. Juli 2024: Bauauftrag erteilt                         |
| 3    | NOR-11-2 LanWin4 | TenneT  |                     | Wilhelmshaven 2 (bei Wilhelmshaven) | Fläche N-11.2 (1500 MW) Fläche N-13.1 (500 MW) Ausschreibung 2026                                 |                |                | 525 kV   | 2000 MW                 | geplant    | (2031)   | Siemens, Dragados              | 20. April 2023: Bauauftrag erteilt                        |
| 3    | NOR-12-1 LanWin1 | TenneT  |                     | Unterweser (bei KKW Unterweser)     | Fläche N-12.1 (2000 MW)                                                                           |                |                | 525 kV   | 2000 MW                 | geplant    | (2030)   | General Electrics, McDermott   | 30. März 2023: Bauauftrag erteilt                         |
| 3    | NOR-12-2 LanWin2 | TenneT  |                     | Heide/West (bei Heide)              | Fläche N-12.2 (2000 MW)                                                                           |                |                | 525 kV   | 2000 MW                 | geplant    | (2030)   | Siemens, Dragados              | 20. April 2023: Bauauftrag erteilt                        |
| 3    | NOR-12-3         | 50Hertz |                     | Pöschendorf (bei Pöschendorf)       | Fläche N-12.4 (1000 MW) Fläche N-12.5 (1000 MW) Ausschreibung 2026                                |                |                | 525 kV   | 2000 MW                 | in Planung | (2033)   |                                |                                                           |
| 3    | NOR-12-4         | 50Hertz |                     | Pöschendorf (bei Pöschendorf)       | Fläche N-12.6 (2000 MW) Ausschreibung 2029                                                        |                |                | 525 kV   | 2000 MW                 | in Planung | (2034)   |                                |                                                           |
| 3    | NOR-13-1 LanWin5 | TenneT  |                     | Rastede (bei Rastede)               | Dreekant (1000 MW) Fläche N-13.2 (1000 MW) Ausschreibung 2026                                     |                |                | 525 kV   | 2000 MW                 | geplant    | (2031)   | Hitachi, Petrofac              | 30. März 2023: Bauauftrag erteilt                         |

## Offshore-HGÜ-Anlagen in der Deutschen Ostsee
| Zone | System           | ÜNB     | Offshore- plattform | Konverter an Land     | Windparks              | Länge Seekabel | Länge Erdkabel | Spannung | Übertragungs- kapazität | Status  | IBN Jahr | Hersteller                       | Bemerkungen                           |
| ---- | ---------------- | ------- | ------------------- | --------------------- | ---------------------- | -------------- | -------------- | -------- | ----------------------- | ------- | -------- | -------------------------------- | ------------------------------------- |
| 1    | OST-2-4 OstWind4 | 50Hertz |                     | Brünzow (bei Brünzow) | Fläche O-2.2 (1000 MW) | 110 km         | 4 km           | 525 kV   | 2.000 MW                | geplant | (2031)   | General Electric, Drydocks World | 16. Dezember 2024: Bauauftrag erteilt |

Quelle: Flächenentwicklungsplan 2025, Netzentwicklungsplan Strom 2037/2045 (März 2024)